# Народни музеј историје Азербејџана
Народни музеј историје Азербејџана (азер. Milli Azərbaycan Tarixi Muzeyi) је највећи музеј у Азербејџану, који се налази у Бакуу, у бившој палати азербејџанског нафтног магната и филантропа Хаџи Зеиналабдина Тагијева. Основан је 1920. године и отворен за посетиоце 1921.

## Историја
Зграда Музеја изграђена је између 1893—1902. Италијанско-ренесансна зграда Музеја је огромна и заузима читав градски блок. У појединим деловима зграде постоје четири етаже. Пројектовао ју је пољски архитект Јозеф Гославски.
Када је Црвена армија ушла у Баку у априлу 1920. године, одмах је конфискована резиденција Тагијева - као и других богатих нафтних барона. Резолуцијом Народног комесаријата Совјетског Савеза, резиденција је основана као музеј у јуну 1920. године само два месеца након што су бољшевици заузели Баку.
У мају 1934. године, усвојен је посебан налог за унапређење наставе историје и географије у школама, или прецизније, за увођење „предности“ социјалистичког друштва његових чланова како би се неговала генерација у идеологији тоталитарног режим друштва. Марксистичко разумевање историје доставља се кроз установе историјских истраживања и других институција. Поред тога, створене су нове врсте историјских и регионалних музеја да би инспирисале наставу и промоцију историје.
Мрежа музеја са историјским профилом проширена је у односу на нови систем. Осим тога, механизми совјетског заступања постали су много јачи и гласници током овог периода. Штавише, познавање историје земље развијало се кроз достигнућа музеја у истраживању. Од 1925. до 1960-их, све док Институт за историју Академије наука није био задужен за археолошки рад, постављени су темељи за научна истраживања античких материјала и културних споменика на територији Азербејџана под руководством археолога Давуда Шарифова, Јевгенија Пакхомова, Исака Јафар-Задеха, Мовсума Саламоав, Салеха Газииева, Мамадалија Хусеинова. Ископавања су вршена у Којалију, Кабали, Ганџи, Караба Гилану, Орангали, Мингекевиру и другим местима. Збирка музеја састоји се од материјала откривених током ових ископавања и из етнографских експедиција.

## Архитектура
На другом спрату резиденције Тагијев, поред њих се налазе две велике дворане. Један се заснива на оријенталном дизајну (мауританском), а други је у стилу западњачке културе. Оријентална соба има огромне стаклене прозоре, позлаћене лукове, високо украсне зидове, плафоне и лустере. Линије у другој дворани су више окомите једна на другу - правоугаоне.
Према фотографијама старим око 90 година, једна од најсложенијих соба била је будоар Тагијевове жене (приватна дневна соба). Сви покретни намештај и слике у овој соби су нестали. Данас ништа није остало осим окићеног плафона са мозаиком. Током совјетског периода, четири слоја беле боје су наношене на високо цветне декорације на зидовима. Још у главним халама резиденције, оригинална боја је издржала невероватно добро после толико времена. Боја је израђена од фино млевене љуске од јаја што је била и пракса уметника византијских икона. Скоро 100 година касније, оригиналне боје са својом суптилношћу и софистицираношћу нису ни избледеле нити су уништене.

## Одељења
Музеј има више од 2000 експоната и обухвата следећа одељења:
- Одељење модерне историје
- Одељење за етнографију
- Одељење античке и средњовековне историје Азербејџана
- Научно истраживачко одељење
- Лабораторија за рестаурацију музејских експоната
- Збирка нумизматике
- Збирка уметничких дела
- Библиотека

## Колекција нумизматике
- Сребрни новац из 1587.
- Кавкаско-албански новчић са ликом Александра Великог
- Сребрни новчић са ликом Исмаила I из 1507.
- Новчић из времена Абаса I Великог из 1587.
- Новчић из времена Мазјадид династије 1398.
- Новчић из времена Абаса II из 1647.
- Кавкаско-албански новчић са ликом Александра Великог
- Новчић Амавид династије
- Новчић из града Шуше
- Новчић из града Шуше